# 崔泳美
崔泳美（1961年9月—）是韓國詩人及小說家，出生於韓國首爾，具有首爾國立大學西方歷史學士學位，及弘益大學藝術史碩士學位，為點燃韓國#MeToo運動的代表人物之一。

## 簡介
崔泳美於1980年代韓國軍事獨裁統治時期，曾因參加了要求民主的學生抗議活動，而被拘留十天，並受到大學停學處分一年。本人還曾參與過一個秘密的翻譯小組，在韓戰後翻譯卡爾·馬克思的《資本論》，是當時少數敢於如此而為的譯者，1987年則以化名出版其作品。1994年出版第一本詩集即因以隱喻反諷資本及權威受到文壇及社會矚目。陸續的詩文作品亦受肯定，不僅收錄在高中教科書，她的詩也被改寫成歌曲。
崔泳美曾在仁荷大學和國立江原大學教授詩歌創作。2011年並被任命為韓國國會圖書館的名譽大使，並於2012年至2013年期間積極擔任韓國足球協會足球愛心分享基金會的董事。2017年，崔泳美受雜誌編輯之託，撰寫關於女權主義和性別平等的詩。她的詩《怪物》揭露了一位名為「銀」的年長詩人對女性及後輩性騷擾和性侵害的惡行。詩作出版後，公眾發現係影射南韓詩壇名望甚高的巨匠—高銀，其後韓國一連串社會事件產生的效應，而點燃了韓國的#Me Too運動。

## 著作及獲奬
- 詩集《三十歲的聚會結束了》（1994年），已售出超過一百萬本。
- 詩作《在孫云廟》（In Sun-un Temple），得到了全國的讚譽，並收錄在高中教科書。
- 詩集《踩著夢的踏板》（1998年）
- 詩集《致豬書》（2005年），於2006年《致豬書》榮獲Isu文學獎。
- 詩集《即將到來的生命》（2009年）
- 詩集《已經炎熱》（2013年），2013年被選為書籍文化基金會的優秀文學書籍。
- 詩集《不會再來》（2019年），包括一首#Metoo詩《怪物》。
- 小說《傷痕與模式》（Scars and Patterns）。
- 散文集《青銅花園》和《時代的憂鬱》。
- 翻譯作品：《與米歇爾・阿基姆博的對話的弗朗西斯・培根》（1998年）、《希臘神話：諸神、英雄、美女的探險、戰爭與愛情奇幻故事》（1999年）。

## 促成韓國#Metoo運動
崔泳美在其發表的詩作中，影射高銀的性騷擾行為，高銀對此全然否認，如今也決定反擊，於2018年對崔泳美與其他指控者提告求償10億韓元（約新台幣2712萬元）。高銀2018年3月透過英國出版商Bloodaxe Books發布聲明，全然否認不當行為的指控，但其詩作仍在學校教科書中被刪除，首爾市政府也關閉以高銀之名建立的圖書館。而揭露高銀惡行的崔泳美，則於2018年7月初獲得了首爾市政府的性別平等獎，以表彰她對Me Too運動的貢獻，以及為南韓婦女權利的付出。但韓國文學界對此有不少爭論。
首爾中央地方法院（2019年2月15日）判決高銀敗訴，認崔泳美關於性騷擾的指控因證詞“一致而具體”，而認為可信。高銀上訴，但於2019年11月8日遭駁回，也放棄上訴。

## 外部連結
- MeToo倖存者震撼亞洲社會 （页面存档备份，存于）
- 諾毛爾怪物En（上）：被控性侵的南韓文學巨擘 （页面存档备份，存于）
- 諾毛爾怪物En（下）：文壇沉默的醜陋性犯罪現場 （页面存档备份，存于）